# Max von Mühlenen
Max Rudolf von Mühlenen (* 10. Februar 1903 in Bern; † 20. Oktober 1971 ebenda; heimatberechtigt in Bern) war ein Schweizer Maler und Glasmaler.

## Leben
Max von Mühlenen wuchs in Bern auf und schloss 1922 seine Schulausbildung mit der Matura ab. Von 1923 bis 1924 besuchte er die Gewerbeschulen in Bern und Zürich. Im Jahr 1924 zog er nach Paris und studierte an der Académie Julian bei André Lhote (1885–1962). In Paris freundete er sich mit Serge Brignoni an. Die beiden lebten gemeinsam in Épinay-sur-Seine. In dieser Zeit widmete er sich vornehmlich der Landschaftsmalerei.
Nach 1926 hielt sich von Mühlenen in den Sommermonaten in Südfrankreich auf. Er reiste nach Arles, Sanary-sur-Mer, Cagnes und Golfe-Juan. Er setzte sich dabei mit der Kunst von Paul Cézanne, Henri Matisse und Maurice Utrillo auseinander und liess sich von der École de Paris beeinflussen. In den 1930er Jahren kamen erste Bestrebungen bei ihm auf, abstrakt zu malen und mit Farben zu experimentieren. Er verzichtete zum Beispiel auf die Verwendung eines Pinsels und malte mit blossen Händen, den Fingern oder mit Schwämmen. Auch zufällige Farbverläufe bezog er mit ein. Während dieser Zeit lernte er in Frankreich die Künstler Tonio Ciolina, Albert Lindegger und Hans Seiler kennen, mit denen er sich anfreundete. 1931 gründete er mit ihnen die avantgardistische Schweizer Künstlergruppe Der Schritt weiter.
Von 1934 bis 1938 lebte von Mühlenen in Courban im Département Côte-d’Or. Im Jahr 1938 kehrte er in die Schweiz zurück und lebte mit seiner Frau Käti Aeschbacher im Lentulusgut in Herrenschwanden in der Nähe von Bern. Er lernte Louis Moilliet (1880–1962) kennen, bei dem er die Glasmalerei erlernte, die danach zu seinem künstlerischen Repertoire zählte.
Ab 1940 führte von Mühlenen im Berner Kornhaus in den Räumlichkeiten der früheren Malschule von Victor Surbek eine eigene Malschule. Sie wurde 1964 an die Kunstgewerbeschule der Stadt Bern angegliedert. 1953 war von Mühlenen an der Biennale von São Paulo vertreten, 1958 an der Biennale Venedig. 1959 nahm er an der documenta II in Kassel teil. Er erhielt in den Jahren 1942, 1947 und 1948 den Kunstpreis der Stadt Bern und war Mitglied verschiedener regionaler und nationaler Kunstkommissionen.

## Werk
Max von Mühlenen malte abstrakt expressionistisch, gegen Ende der 1950er Jahre wurden seine Gemälde zunehmend monochrom. Er setzte sich intensiv mit der reinen Farbe auseinander. Dazu passt auch seine Theorie des roten Raums: Er wies der Farbe Rot eine räumliche Eigenschaft zu und der Farbe Blau einen gegenstandsgebundenen Charakter. Typische Beispiele sind seine blau-roten Aktgemälde.
Die beiden Teilnachlässe befinden sich in Bern und werden betreut von ArchivArte und der ART-Nachlassstiftung für Kunstschaffende.

## Schüler
Unter den Schülern, die zwischen 1940 und 1971 die Malschule in Bern besuchten, waren der junge Franz Gertsch (1947 bis 1950), Vinzenz Daxelhofer, Franz Eggenschwiler, Knud Jacobsen, Peter Stein, Edmund Wunderlich, Heinz-Peter Kohler, Hedwig Hayoz-Häfeli und Bruno Wurster.

## Werke im öffentlichen Raum (Auswahl)
- 1938: Arche Noah, Malerei auf Holzdecke, Restaurant Dählhölzli, Bern, Dalmaziquai 151a
- 1945–1950: Theseus-Zyklus, Fresken, Universität Bern, Hochschulstrasse 4
- 1947: Sgraffito, Schulhaus Kirchberg
- 1949: Der barmherzige Samariter, Sgraffito, Tiefenauspital, Bern, Tiefenaustrasse 126
- 1953–1964: Glasfenster, Reformierte Kirche Gümligen
- 1956: Christliche Symbole, Glasfenster, Aussegnungshalle des Friedhofs Bremgarten bei Bern
- 1958: Betonreliefs, Kirche Bettlach
- 1961: Bodengestaltung, Dorfplatz Ins
- 1962–1963: Glasfenster, Kirche Bolligen
- 1963: Der zerrissene Tempelvorhang, Glasfenster, Katholische Kapelle St. Elisabeth, Inselspital Bern
- 1964: Das Wasser, Glasfenster, Sitzungszimmer der Bernischen Kraftwerke AG, Bern, Viktoriaplatz 2
- 1968: Glasfenster, Verpflegungsraum des Atomforschungszentrums in Würenlingen
- 1968: Glasfenster, Thomas-Kirche, Liebefeld bei Bern
- 1957: Bodengestaltung, Marmor, Bern, Spitalgasse 26
- 1957: Wandgestaltung aus schwarzen Betonplatten, Bern, Zieglerstrasse 30

## Ausstellungen (Auswahl)
- 1940: Kunsthaus Zürich, 11 Berner Künstler
- 1944: Kunstmuseum Luzern, Ausstellung der Sektion Luzern der GSMBA
- 1953: Grüne Galerie Bern, Gruppenausstellung
- 1953: Biennale von São Paulo, Brasilien
- 1958: Biennale Venedig, Italien
- 1959: documenta II, Kassel

Postum
- 1974: Kunsthalle Bern, Einzelausstellung
- 1977: Kunstmuseum Thun, Hommage à Max von Mühlenen, Gruppenausstellung
- 2010: Museum Franz Gertsch, Burgdorf, Max von Mühlenen und Franz Gertsch, Ausstellungshinweis (Memento vom 2. Oktober 2015 im Internet Archive) des Museums
- 2014: Kirche Gümligen, mit wiederentdeckten Skizzen und Entwürfen, Bericht in der Zeitung Der Bund
- 2015: Kunstmuseum Thun, Gruppenausstellung
- 2024: Kunstraum Bern Bümpliz und Galerie ArchivArte, Bern. Eine Doppelausstellung von ART-Archiv (Kooperation von ArchivArte und der ART-Nachlassstiftung) mit beiden Teilnachlässen.

## Sammlungen
- Kunstmuseum Bern
- Kunstmuseum Thun
- Aargauer Kunsthaus, Aarau
- Schweizerische Eidgenossenschaft
- Roger von Mühlenen in Granges Paccot